# 1,2,3,4-丁烷四甲酸
1,2,3,4-丁烷四甲酸或3,4-二羧基己二酸是一种有机化合物，化学式为HO
2CCH
2CH(CO
2H)CH(CO
2H)CH
2CO
2H。它是最简单的稳定四羧酸，存在两对非对映异构体：meso和R,R/S,S对，它们都是白色固体，可由四氢邻苯二甲酸酐氧化制得。
它可以和锌(II)、镍(II)、铜(II)等金属组装为配位聚合物。
它的二酸酐包含两个丁二酸酐环。